# Nakaba Suzuki
Nakaba Suzuki (鈴木央, Suzuki Nakaba) (Sukagawa, 8 februari 1977) is een Japanse mangaka. Hij is het meest bekend om zijn fantasy-serie The Seven Deadly Sins (2012-2020), waarvan er meer dan 37 miljoen exemplaren verkocht zijn. Hij begon aan een vervolg, Four Knights of the Apocalypse, in 2021.

## Leven en carrière
De eerste mangareeks die Suzuki ooit kocht was Dr. Slump van Akira Toriyama. Op de lagere en middelbare school, was hij een fan van Kinnikuman, Fist of the North Star, en Dragon Ball. Suzuki maakte zijn professionele debuut in 1994 met het verhaal "Revenge", dat een eervolle vermelding kreeg voor Shueisha's Hop Step Award. Van 2007 tot 2010 was hij serieleider van Kongō Banchō in Shogakukan's Weekly Shōnen Sunday.
Suzuki publiceerde The seven deadly sins in Kodansha's Weekly Shōnen Magazine van 2012 tot 2020. Het won de 39e Kodansha Manga Prijs voor Beste Shōnen Manga naast Yowamushi Pedal, en had meer dan 37 miljoen exemplaren in omloop in maart 2020. De serie heeft een grote media franchise voortgebracht, waaronder verschillende spin-off manga, romans, een anime televisieserie, en videospelletjes. Suzuki leverde originele verhalen om als basis voor twee geanimeerde filmadaptaties te dienen, Prisoners of the Sky en Cursed by Light. In Januari 2021, begon Suzuki aan Four Knights of the Apocalypse als een vervolg opThe Seven Deadly Sins.

## Werken
- Rising Impact (ライジングインパクト) (1998–2002) (Weekly Shōnen Jump)
- Ultra Red (2002–2003) (Weekly Shōnen Jump)
- Boku to Kimi no Aida ni (僕と君の間に) (2004–2006) (Ultra Jump)
- Blizzard Axel (ブリザードアクセル) (2005–2007) (Weekly Shōnen Sunday)
- Kongō Banchō (金剛番長) (2007–2010) (Weekly Shōnen Sunday)
- The seven deadly sins (七つの大罪)(2012–2020) (Weekly Shōnen Magazine)
- Four Knights of the Apocalypse (黙示録の四騎士) (2021–present) (Weekly Shōnen Magazine)